# Três F
A expressão Três F é utilizada em Portugal como uma junção dos termos "Futebol, Fado e Fátima". 
Estes são frequentemente referidos como os três pilares da ditadura de António de Oliveira Salazar para a pacificação da população e alienação da mesma no que concerne à política do país na altura. Esta expressão é ainda hoje usada quando se refere a pouca participação da população portuguesa nos assuntos da sociedade.